# Thomas Hill Green
Thomas Hill Green (Birkin, 7 d'abril de 1836 − 26 de març de 1882), filòsof anglès i conegut idealista d'Oxford que va desenvolupar al costat de Bernard Bosanquet l'anomenat liberalisme orgànic, en què defensaven la intervenció activa de l'estat com una cosa positiva per promoure la realització individual, que s'aconseguiria evitant els monopolis econòmics, acabant amb la pobresa i protegint a les persones en la incapacitat per malaltia, atur o vellesa. També van arribar a identificar el liberalisme amb l'extensió de la democràcia: "Les regles són fetes per l'home i no l'home per les regles".
És un seguidor de John Stuart Mill. Tingué molt poca popularitat al moment, però serà molt influent sobre els polítics britànics del segle xx. Ell codificarà i donarà forma al pensament de John Stuart Mill i ho posarà en pràctica sobre el pensament polític. També assumirà el pensament de Hegel, encara que ell és d'Oxford, i Hegel era alemany. Planteja que:
- La personalitat dels individus només es pot realitzar en un context social (ruptura amb l'utilitarisme).
- El destí de les persones ha de ser intervenir per crear l'estat liberal i així que tothom pugui desenvolupar la personalitat.
- Els individus tenen un sentit innat de la injustícia, i els liberals han d'actuar davant d'aquesta.
- Li pesa molt el sentiment religiós, i planteja que ha de ser una peça clau en la societat liberal.
- No només hi ha coaccions legals, sinó que també hi ha coaccions socials.

Va crear un fort rebombori quan va dir que Anglaterra estava coaccionant als irlandesos, aplicant la seva idea de societat liberal.